# Fregattfåglar
Fregattfåglar är en familj (Fregatidae) och ett släkte (Fregata) av fåglar. Familjen innehåller bara det släktet. Traditionellt har familjen fregattfåglar placerats i ordningen pelikanfåglar men DNA-studier och morfologiska studier har visat att denna ordning är parafyletisk. Numera har därför fregattfåglarna flyttats till den nya ordningen sulfåglar tillsammans med sulor, skarvar och ormhalsfåglar.

## Arter inom familjen
- Praktfregattfågel (Fregata magnificens)
- Större fregattfågel (Fregata minor)
- Mindre fregattfågel (Fregata ariel)
- Ascensionfregattfågel (Fregata aquila)
- Julöfregattfågel (Fregata andrewsi)